# Tập đoàn điện ảnh Trung Quốc
Tập đoàn điện ảnh Trung Quốc viết tắt là CFGC, là công ty điện ảnh quyền lực nhất Trung Quốc đại lục, thành lập vào tháng 2 năm 1999. Hiện tại công ty nắm giữ cổ phần gần 30 công ty, một kênh truyền hình, với tổng tài sản là 2,8 tỷ nhân dân Tệ. Tập đoàn điện ảnh Trung Quốc cũng là một trong hai công ty ở Trung Quốc đại lục giữ quyền nhập khẩu phim (công ty khác là công ty phân phối phim Hoa Hạ) và là công ty sản xuất lớn nhất của Trung Quốc. Tập đoàn điện ảnh Trung Quốc năm 2004 đã cố gắng để được liêm yết tại Hồng Kông, nhưng không nhận được sự chất nhận của SARFT . Kể từ đó, Tập đoàn điện ảnh Trung Quốc dự định sẽ được niêm yết tại Trung Quốc vào năm 2008, được chính phủ chấp thuận về nguyên tắc , nhưng vì nhiều lý do và sự chậm trễ kéo dài. Ngày 21 tháng 1 năm 2010, Hội đồng quốc gia ban hành khẩu hiệu "Thúc đẩy sự thịnh vượng của ngành công nghiệp điện ảnh và hướng dẫn phát triển" để khuyến khích và hỗ trợ các công ty điện ảnh do nhà nước quản lý trong danh sách được liệt kê .
Công ty cung cấp dịch vụ sản xuất cho hơn 1000 bộ phim điện ảnh và truyền hình, và đào tạo một số lượng lớn các nhà biên kịch, đạo diễn, diễn viên và nhiều nhân viên chuyên nghiệp và kỹ thuật khác nhau trong ngành điện ảnh Trung Quốc ngày nay.
Công ty có nền tảng quản lý phân phối phim kỹ thuật số lớn nhất trong cả nước và có vị trí thống lĩnh trong lĩnh vực phân phối video kỹ thuật số, trong những năm gần đây, đã phát hành gần 1000 bộ phim trong và ngoài nước. Công ty có 7 nhà điều hành, cổ phần nhà hát và hơn 100 rạp chiếu phim.

## Lịch sử
Năm 2010, được sự chấp thuận của Ban tuyên truyền Trung ương Đảng cộng sản Trung Quốc và Tổng cục báo chí, Xuất bản, Đài phát thanh, Điện ảnh và Truyền hình quốc gia, Tập đoàn phim Trung Quốc gia nhập Tập đoàn truyền hình quốc tế Trung Quốc, Tổng công ty phát triển truyền thông Ương Nghiễm, Tập đoàn Trường Ảnh, Tập đoàn liên hợp truyền thông võng lạc Trung Quốc, 7 đơn vị cùng khởi xướng thành lập Tập đoàn điện ảnh Trung Quốc. Ngày 9 tháng 8 năm 2016, China Film Co., Ltd. phát hành thành công cổ phiếu hạng A và chính thức được niêm yết tại Sở Giao dịch Chứng khoán Thượng Hải. Cổ phiếu của công ty là Chinese Film Co.Ltd, mã chứng khoán là SH:600977.
Hoạt động kinh doanh của công ty bao gồm sản xuất điện ảnh và truyền hình, phân phối phim, chiếu phim và dịch vụ điện ảnh, truyền hình, bao gồm nhiều lĩnh vực kinh doanh như sản xuất điện ảnh và truyền hình, sản xuất, phân phối, tiếp thị, điện ảnh, rạp chiếu phim, sản xuất trang thiết bị và bán hàng, cho thuê hệ thống chiếu phim, môi giới nghệ thuật biểu diễn, ... và hợp tác chặt chẽ với hàng trăm công ty điện ảnh nổi tiếng ở nước ngoài.
Cơ sở sản xuất kỹ thuật số quốc gia Trung Ảnh của công ty có công nghệ tiên tiến và đầy đủ các trang thiết bị, gồm 16 studio, bao gồm một studio có diện tích 5.000 m2, trung tâm hậu kỳ phim kỹ thuật số hoàn toàn có khả năng sản xuất phim hoàn hảo như sản xuất âm thanh phim, chỉnh sửa màn hình, sản xuất phim kỹ thuật số trung gian, sản xuất hiệu ứng hình ảnh và sản xuất hoạt ảnh.

## Phim
2000: Áp giải, Lam sắc ái tình, Cô gái không lo lắng về hôn nhân đại sự
2001: Thung lũng đẫm máu, Nhất bách cá
2002: Chuyến tàu tình yêu, Anh hùng đoạt bảo, Vương Thủ Tiên đích hạ thiên, Đôi mắt Tây Thi, Together (和你在一起)
2004: Đại sự kiện, Trương Tư Đức, Basic Interests (信天游), Night and day (日日夜夜)
2005: Bạn và Tôi, Huayao Bride in Shangrila, Thần Thoại, Sắc đẹp vĩnh cửu
2006: Hoắc Nguyên Giáp, Ganglamedo, Vân thủy dao
2007: Cuối năm (一年到头), Hutong Days, A Railway in the Cloud, Đảo hỏa tuyến, Diễn viên thực thụ, Nhóm máu của tôi nói tôi yêu em, Way Of The Snowstorm (风雪狼道), Môn đồ, The Secret of the Magic Gourd, Đầu danh trạng, Tiếng gọi tình yêu dịch chuyển, A Chinese Fairy Tale (欣月童话)
2008: Tam quốc chí: Rồng tái sinh, Ha Ha Ha (哈！哈！哈！), Missing (深海寻人), Esquire Runway (时尚先生), Xin đừng gác máy, Khải trình, Waiting in Beijing (北京等待), Ái tình tả đăng hữu hành, Mai Lan Phương, Đại chiến Xích Bích, Siêu khuyển thần thông, The One Man Olympics (一个人的奥林匹克), I Am Liu Yuejin
2009: Đại chiến Xích Bích, Nam Kinh! Nam Kinh, Đi tìm Thành Long, Dạ điếm, Thiên an môn, Love Tatics (爱情36记), Crazy Racer, Thích lăng, Phi thường hoàn mỹ, Đại nghiệp kiến quốc, Bông hồng đêm, Chiến binh và tình sói, Thập nguyệt vi thành, Heaven Eternal, Earth Everlasting
2010: Đường sơn đại địa chấn, CJ7：The Cartoon, Không người lái, 摇摆de婚约 (Love in Cosmo), Nhật ký Đỗ La La, Thông cáo tình yêu, Cảnh sát tương lai, Vô nhân khu, Mao Tu: Phoenix Rising, Cậu bé Karate, Khổng Tử
2011: Tân Thiếu Lâm Tự, Kiến đảng vĩ nghiệp
2012: Đặc vụ kim cương
2013: So Young